# Заградил, Ян
Ян Заградил (чеш. Jan Zahradil; 30 марта 1963, Прага) — чешский политик, член палаты депутатов от Гражданско-демократической партии (1998—2004), депутат Европарламента от Чехии с 2004 года. В марте 2011 года он становится лидером парламентской фракции Европейские консерваторы и реформисты.

## Биография

### Ранние годы
Ян Заградил родился в Праге, где и стал студентом Технологического Института. С 1987 по 1992 годы занимался научной работой. Он женат, воспитывает двоих детей. Объясняется на чешском, словацком, польском, немецком, русском и английском языках.

### Бархатная Революция
С 1990 по 1992 годы входил в Федеральную Ассамблею ЧСФР, после развода Чехо-Словакии стал советником премьер-министра Вацлава Клауса по иностранным делам. Оставался на этом посту до 1997 года. В 1998 году был избран в Парламент Чешской Республики как представитель Гражданско-демократической партии.

### Европейский Парламент
В мае 2004 года кандидатуру Яна Заградила выдвинули для участия в общенациональных выборах в Европарламент. Выиграв выборы в июне 2004, Ян Заградил превратился в крупного европейского политика. До 2009 года его партия входила в блок c ЕНП, однако после выборов 2009 года в союзе с британскими консерваторами была сформирована новая фракция — Европейские консерваторы и реформисты. Ян Заградил сначала стал вице-президентом этого парламентского объединения, а в марте 2011 года возглавил фракцию в Европарламенте.
В октябре 2018 года Европейские консерваторы и реформисты выдвинули кандидатуру Яна Заградила на пост Председателя Европейской комиссии.
В ходе выборов 2019 года блок Яна Заградила не сумел удержать третье место по количеству сторонников, лишившись голосов британских консерваторов.